# Чиновићи
Чиновићи су насељено мјесто у Босни и Херцеговини у општини Завидовићи које административно припада Федерацији Босне и Херцеговине. Према попису становништва из 1991. у насељу је живјело 3.371 становника.

## Становништво
| Националност       | 1991.          | 1981.          | 1971.          |
| Муслимани          | 3.335 (98,93%) | 2.790 (98,23%) | 1.981 (99,00%) |
| Срби               | 11 (0,32%)     | 18 (0,63%)     | 10 (0,49%)     |
| Хрвати             | 3 (0,08%)      | 7 (0,24%)      | 4 (0,19%)      |
| Југословени        | 20 (0,59%)     | 20 (0,70%)     | 1 (0,04%)      |
| остали и непознато | 2 (0,05%)      | 5 (0,17%)      | 5 (0,24%)      |
| Укупно             | 3.371          | 2.840          | 2.001          |